# Die Mädchen von Wilko
Die Mädchen von Wilko ist ein polnischer Spielfilm aus dem Jahr 1979. Der Film entstand nach einer Erzählung von Jarosław Iwaszkiewicz. Alternativer Titel: Die Mädchen vom Wilkohof.

## Handlung
Der Film spielt Anfang der 1930er Jahre. Wiktor Ruben hat seinen besten Freund verloren. Nach dessen Beerdigung bricht er zusammen. Sein Arzt schlägt vor, dass er sich aufs Land zurückzieht, um Abstand zu gewinnen und so fährt er zu seiner Tante und seinem Onkel. Hier hatte er seine Kindheit und Jugend verbracht und war seit 15 Jahren nicht mehr dort. Auf dem Nachbargut Wilko war Wiktor damals Hahn im Korb von sechs Schwestern. Als er auf Wilko eintrifft sind die Schwestern versammelt. Sie sind ebenfalls gekommen, um die Sommerferien hier zu verbringen. Nach 15 Jahren Abwesenheit erfährt Wiktor, dass eine der Schwestern (Fela) genau vor 15 Jahren gestorben ist. Julcia ist mit Herrn Kawecki verheiratet, der das Gut leitet. Sie ist Mutter von Zwillingen. Jola ist mit einem Anwalt aus Warschau verheiratet, lebt jedoch in freiwilliger Trennung von ihm. Kazia ist eine alleinstehende Mutter und kümmert sich um die Mutter der Schwestern. Sie ist an das Gut gezwungen und der harten Leitung des Gutes durch Kawecki ausgeliefert. Zosia betrachtete Wiktor immer schon aus großer Distanz, daran hat sich auch nach 15 Jahren nichts geändert. Die jüngste Schwester Tunia sieht der verstorbenen Fela sehr ähnlich. Damals war sie noch ein Kind, heute eine junge Frau. Als Wiktor Tunia zur Entenjagd einlädt, küsst er beim Picknick das Mädchen. Die verliebte Tunia muss jedoch bald erkennen, dass ihre älteren Schwestern eine engere Bindung zu Wiktor haben und dass er vor allem in ihr das Bild ihrer verstorbenen Schwester sieht. Sie schließt sie daraufhin in ihr Zimmer ein und legt mit dem Gewehr auf Wiktor an, drückt jedoch nicht ab. Die Sommerferien auf Wilko lassen die alten Erinnerungen an die Liebe zu den Schwestern wieder wach werden. Doch diese Liebe ist zu lang vergangen. Wiktor hat nie eine Frau fürs Leben gefunden. Für eine der Schwestern konnte er sich nie entscheiden. Jetzt ist es zu spät. Wiktor beendet seine Ferien frühzeitig und verlässt Wilko.

## Hintergrund
Die Eingangsszene zeigt den Schriftsteller Jarosław Iwaszkiewicz, der auf einem Friedhof die Besucher beobachtet, die zu Allerheiligen die Kerzen auf die Gräber ihrer Angehörigen aufgestellt haben. Iwaszkiewicz sitzt in der letzten Szene des Films im gleichen Zug, mit dem Wiktor Ruben wieder nach Haus fährt und beobachtet ihn. Der Zug verlässt die sommerliche Landschaft der 1930er Jahre und fährt ins winterliche Warschau der Gegenwart. Der Film wurde dem Werk und dem Menschen Jarosław Iwaszkiewicz gewidmet.
Der Film wurde in dem Dorf Radachówka in der damaligen Woiwodschaft Siedlce gedreht. Die Mädchen von Wilko ist bereits die zweite Verfilmung einer Erzählung Jarosław Iwaszkiewicz durch Andrzej Wajda. 1970 erschien der Film Das Birkenwäldchen. 2008 kehrte Wajda mit Tatarak zum Werk von Iwaszkiewicz zurück.

## Kritiken
„Die einfühlsame, atmosphärische Schilderung einer Generation, die durch den Krieg aus dem Tritt gebracht wurde und nun, bevor sie richtig zu leben beginnt, nur noch Abschied und Tod vor sich sieht.“

## Auszeichnungen
Szenenbildner Allan Starski wurde 1979 auf dem Polnischen Filmfestival für das beste Szenenbild ausgezeichnet. Andrzej Wajda wurde auf diesem Festival mit einem Spezialpreis der Jury geehrt. Der Film wurde 1980 für einen Oscar in der Kategorie Bester fremdsprachiger Film nominiert. Der Oscar ging bei der Oscarverleihung 1980 an Die Blechtrommel.